# Os Vapores da Noite
Os Vapores da Noite (em francês: Les Vapeurs de la nuit; também chamada Ann Anaonn, ombres des marais, légende de Cornuaille) é um título que pode se referir a duas pinturas homônimas do pintor bretão Yan' Dargent: uma pintura a óleo exposta no Salão de Paris em 1863 e que atualmente está no Museu de Belas Artes de Quimper. A outra, uma pintura feita em c. 1896, nos últimos anos de vida do artista, exposta no Museu de Belas Artes de Lyon.

## Contexto da obra
Na França, no século XIX, os historiadores românticos coletaram e publicaram canções populares. Entre estas estão canções bretãs chamadas gwerziou. Nessas canções, a justiça terrena é considerada ineficaz e a justiça divina é apresentada como verdadeira justiça, às vezes exercida com a ajuda dos próprios falecidos. Yan' Dargent se enquadra neste contexto sociohistórico, tendo se inspirado em canções presentes em obras como as de Hersart de la Villemarqué e de Emile Souvestre, ou em lendas ouvidas por ele desde a infância em sua terra natal. O tema da obra é Anaon (as almas dos mortos, em bretão). Outra pintura do artista que também se inscreve nesse folclore é Les lavandières de la nuit, feita em 1861 e cuja réplica de 1888 está conservada. A originalidade da tradição bretã reside no diálogo entre os falecidos e os vivos.

## Críticas descritivas
“Sombras cinzentas sobem em direção ao céu, sombras febris, sombras de pesadelo, e toda a paisagem ao seu redor é pesada e sinistra” (Jean Tribaldy).
"Esta tela tem uma gama de tons muito suaves; as sombras das formas brancas e vaporosas erguem-se dos pântanos, como uma névoa, enquanto a estrela da noite lança sobre a paisagem uma luminosa claridade; o assunto é tratado nesta nota poética que o velho pintor bretão, tão conhecido na nossa região, sabe inserir todos os temas com que se depara" (Eugène Hoffman).

## Anaon
Os Anaon (as almas dos mortos na língua bretã) eram muito presentes na vida e no imaginário dos bretões do século XIX. No ano, eles consideravam que havia três períodos em que todos os mortos de cada região se encontravam: na véspera de Natal, véspera de solstício de verão e véspera de Todos os Santos. Na noite do Dia de Todos os Santos, véspera do Dia de Finados, todos os falecidos viriam visitar os vivos. 
"Os membros da sociedade dos mortos, chamados Anaon, habitam o cemitério e realmente vivem lá, mantendo seu caráter, sua simpatia e sua aversão pelos outros mortos. O mesmo acontece com as pessoas vivas, quando as ajudam ou assediam dependendo da natureza dos sentimentos que nutrem por elas. Abrem os olhos à meia-noite e podem regressar à sua aldeia para ver a sua casa e observar os seus pais, mas não para os assustar ou perguntar-lhes alguma coisa – a ideia do pecado a ser redimido estando aqui totalmente ausente da visão do 'pós-mundo'."